# Autostrada A25 (Franța)
Autostrada A25 este o autostradă franceză situată în departamentul Nord, care leagă Lille de Socx. Aceasta este prelungită de RN 225 până la Dunkerque, tronson care ar trebui să fie integrat în A25. La nivel european, este denumită E42 și este administrată de Direcția Interdepartamentală a Drumurilor Nord. Deoarece nu există un drum național care să urmeze un traseu similar și continuu, această autostradă este gratuită și administrată direct de stat.
Autostrada constituie centura sudică și vestică a orașului Lille pe primii săi kilometri, apoi traversează Flandra franceză, deservind principalele sale orașe: Armentières, Bailleul și Hazebrouck.
În fiecare zi, la orele de vârf, autostrada devine scena unor ambuteiaje semnificative și a unor coliziuni frecvente pe o distanță de 25 km între Bailleul și Lille. Din 2016, pe această porțiune a fost introdus un segment cu viteză reglementată pentru a combate acest fenomen.

## Istoric
Autostrada a fost construită între 1961 și 1963, în continuarea autostrăzii A1, care la acea dată se limita la traseul dintre Lille și Roye și care va ajunge la Paris abia în 1967. Realizarea acesteia a necesitat deplasarea cu câteva sute de metri a castelului Landas din Loos, aflat pe traseul autostrăzii.

### Reabilitarea autostrăzii
Până în 2011, autostrada era cunoscută pentru starea sa învechită și calitatea slabă a carosabilului în afara aglomerației din Lille. Lucrări de întreținere erau efectuate periodic pentru a îmbunătăți suprafața carosabilă sau pentru a o înlocui pe anumite porțiuni. Totuși, volumul mare de trafic și amploarea uriașă a lucrărilor de renovare au obligat DIR să lucreze pe sectoare începând din 2004. Starea deplorabilă a carosabilului era uneori cauza unor coliziuni.
Datorită renovării sale complete din perioada 2008-2010, între Nieppe și Bergues (îndepărtarea plăcilor de beton care constituiau carosabilul, lărgirea carosabilului și a benzii de urgență, construirea unei separatoare centrale din beton), autostrada a fost adusă la standardele actuale, iar efectul de „tablă ondulată” a fost eliminat.

## Traseu
| De la A1 până la ieșirea 16; secțiune gratuită neconcesionată, gestionată de DIR Nord.                                       | |                  |
| Intersecție | Nod rutier între A1, RN356 și A25: Paris, Bruxelles, Valenciennes, Villeneuve d'Ascq, Aeroportul Lille; Gent, Tourcoing, Roubaix, Lille-centru. | A1 RN356 E17 E42 |
| 1 - Hellemmes-Lille | Cartiere deservite: Hellemmes-Lille, Lille-Moulins. |                  |
| A25 E42 | |                  |
| 2 - Lille-Moulins | Orașe deservite: Lille-sud, Lille-Moulins, Faches-Thumesnil (nod rutier parțial, sens Lille > Dunkerque). | M549 M549A       |
| 3 - Lille-Wazemmes | Orașe deservite: Lille-Wazemmes, Lille-centru, Ronchin, Faches-Thumesnil (nod rutier parțial, sens Dunkerque > Lille). |                  |
| 4 - Lille-Faubourg de Béthune                                                                                                | Orașe deservite: Lille-Faubourg de Béthune, Loos, Lille-Centrul spitalicesc. |                  |
| 5 - Lille-Vauban | Orașe deservite: Lille-centru, Lille-Vauban, Lambersart, Lille-Portul fluvial. |                  |
| | Limitare la 90 km/h (sens Dunkerque > Lille). |                  |
| | Pod peste canalul Deûle. |                  |
| 7a - Englos | Orașe deservite: Englos, Lomme, M.I.N.-Lomme, Zone d'Activités du M.I.N., Centrul comercial Aushopping Englos Les Géants (Englos) (nod rutier parțial sens Lille > Dunkerque).                                                                                           | M952 M652        |
| 7b - Hallennes-lez-Haubourdin                                                                                                | Orașe deservite: Béthune, La Bassée, Santes, Haubourdin (nod rutier parțial sens Lille > Dunkerque). | RN41 M952 M652   |
| 7 - Englos | Orașe deservite: Gent, Tourcoing, Roubaix, Lens, Haubourdin, Centrul comercial Aushopping Englos Les Géants (Englos), M.I.N.-Lomme, Zone d'Activités du M.I.N. (sens Dunkerque > Lille).                                                                                 | RN41 M952 M652   |
| 8 - La Chapelle-d'Armentières                                                                                                | Orașe deservite: Armentières, La Chapelle-d'Armentières. | M222 M945        |
| | Pod peste râul Lys. |                  |
| 9 - Nieppe | Orașe deservite: Armentières, Estaires, Merville, Nieppe. | RD945 RD945N     |
| | Zonă de odihnă: Steenwerck (în ambele sensuri). |                  |
| 10 - Bailleul est | Orașe deservite: Steenwerck, Bailleul, Bailleul-Z.I.. | RD10 RD933B      |
| | Limitare la 130 km/h (în ambele sensuri). |                  |
| 11 - Bailleul ouest | Orașe deservite: Boulogne-sur-Mer, Saint-Omer, Hazebrouck (nod rutier parțial sens Lille > Dunkerque). | RD18 RD642       |
| 12 - Méteren | Orașe deservite: Cassel, Bailleul, Méteren. |                  |
| 13 - Steenvorde | Orașe deservite: Béthune, Hazebrouck, Kortrijk, Ypres, Poperinge, Steenvoorde. |                  |
| | Zone de servicii: Saint-Laurent (sens Lille > Dunkerque) ; Saint-Éloi (sens Dunkerque > Lille). |                  |
| 14 - Saint-Laurent | Oraș deservit: Hondschoote (nod rutier parțial sens Lille > Dunkerque). |                  |
| 15 - Herzeele | Orașe deservite: Herzeele, Wormhout, Wormhout-Z.I.. | RD17             |
| 16 - Bergues | Orașe deservite: Cassel, Bergues, Wormhout-centru. | Village étape    |
| A25 E42 | |                  |
| De la ieșirea 16 până la A16; secțiune gratuită neconcesionată, având statut de drum expres (RN225), gestionată de DIR Nord. | |                  |
| RN225 E42 | |                  |
| 17 - Bierne | Orașe deservite: Steene, Bierne. |                  |
| | Pod peste canalul Haute Colme. |                  |
| 18 - Cappelle-la-Grande | Orașe deservite: Cappelle-la-Grande, Armbouts-Cappel-Village. |                  |
| 19a - Armbouts-Cappel-Le Lac                                                                                                 | Oraș deservit: Armbouts-Cappel-Le Lac. |                  |
| 19b - Spycker | Orașe deservite: Spycker, Armbouts-Cappel-Village. |                  |
| | Pod peste canalul Bourbourg. |                  |
| 20 - Z.I. des Synthes | Orașe deservite: A16 Oostende, Z.I. des Synthes. | A16              |
| Intersecție | Nod rutier între A16 și RN225: Calais, Tunelul Canalului Mânecii, Dunkerque, Dunkerque-Car-ferry; Oostende, Coudekerque-Branche, Dunkerque-Petite-Synthe, Dunkerque-Malo, Dunkerque-centru, Dunkerque-Portul est, Grande-Synthe, Saint-Pol-sur-Mer (nod rutier parțial). | A16 E40          |
| RN225 E42 | |                  |